# Classe I-15
La classe I-15 (Tipo B1 secondo la classificazione giapponese) era costituita da sommergibili portaerei oceanici di sviluppo e costruzione giapponese, utilizzati durante la seconda guerra mondiale. Entrati in servizio a partire dal 1940, ne furono realizzati 20 unità, di cui solo una sopravvissuta al conflitto. Si tratta della più numerosa classe di sommergibili costruita dall'Impero del Sol Levante.

## Tecnica
I classe I-15 erano sommergibili piuttosto veloci, e dotati di buona autonomia. Questi battelli erano in grado di trasportare un idrovolante da ricognizione Yokosuka E14Y, che poteva decollare grazie ad una catapulta posta davanti alla torre. L'aereo veniva tenuto, smontato, in un hangar (il montaggio richiedeva 10 minuti).

Occorre precisare che diversi esemplari furono oggetto di modifiche più o meno estese. Ad esempio, l'I-17 aveva la catapulta sistemata a poppa. Inoltre alcuni battelli vennero modificati rimuovendo l'hangar per l'aereo e montando al suo posto un ulteriore cannone da 140 mm, oppure furono predisposti per il trasporto di siluri umani Kaiten (da quattro a sei)

## Utilizzo
I classe I-15 vennero utilizzati intensamente dalla marina giapponese durante la seconda guerra mondiale, raccogliendo diversi successi. Tra questi, particolarmente rilevanti furono l'affondamento della portaerei Wasp e dell'incrociatore Juneau, oltre al danneggiamento della portaerei Saratoga e della nave da battaglia North Carolina. Inoltre, fu un aereo decollato da un esemplare della classe (I-25) a condurre il primo bombardamento sugli Stati Uniti continentali.

Su 20 battelli, 19 furono affondati nel corso delle ostilità. L'unico superstite, l'I-36, fu affondato a cannonate il 1º aprile 1946 dalla nave americana per appoggio sommergibili Nereus.